# Ioan Goanță
A nu se confunda cu Ion Goanță, fotbalist din Dolj.
Ioan Goanță (n. 29 martie 1963, Mehedinți, România) este un fost fotbalist român, care a activat pe postul de mijlocaș.

### Activitate
- CSM Drobeta Turnu Severin (1982-1983)
- CSM Reșița (1983-1984)
- Rapid București (1984-1985)
- Rapid București (1985-1986)
- Rapid București (1986-1987)
- Rapid București (1987-1988)
- Rapid București (1988-1989)
- Rapid București (1989-1990)
- Rapid București (1990-1991)
- Zafirim Holon (1991-1992)
- Rapid București (1992-1993)

## Legături externe
- Ion Goanță la romaniansoccer.ro